# Omar Figueroa Jr.
Omar Figueroa Jr. (nacido el 13 de diciembre de 1989) es un boxeador profesional estadounidense que ocupó el título de peso ligero del CMB en 2014.

## Carrera amateur
Figueroa tuvo aproximadamente 40 combates amateur, en su mayoría peleados en Texas y México, pero rápidamente se convirtió en profesional, admitiendo que "no le importaban" las filas de aficionados.

## Carrera profesional
El 6 de enero de 2012, Figueroa ganó por TKO sobre el invicto puertorriqueño-estadounidense Michael Pérez en una pelea televisada por Showtime. Figueroa ganaría un total de seis combates en 2012, incluido su debut con Golden Boy Promotions, un nocaut en el segundo asalto sobre el mexicano Ramón Ayala. Sobre la base de este éxito en 2013, Figueroa ganó por decisión unánime sobre Nihito Arakawa de Japón por el título vacante de peso ligero interino del CMB, en una pelea declarada por el comentarista de Showtime Mauro Ranallo como candidato a la Pelea del Año 2013. El escritor Scott Christ del blog de boxeo Bad Left Hook dijo más tarde sobre el encuentro de Figueroa y Arakawa: 
"Esta pelea fue irreal y hay que verla para creerla. La brutalidad fue simplemente fuera de serie. Puede que no estén de acuerdo con eso hoy, pero escuché a más de una persona anoche decir que esta fue la mejor pelea que han tenido, visto, o la mejor pelea de la década de 2000".
En 2015, Figueroa derrotó al ex campeón mundial Ricky Burns por decisión unánime en el State Farm Arena en Hidalgo, Texas.

## Registro de boxeo profesional
| No. | Resultado | Récord | Rival            | Método | Asalto - Tiempo | Fecha              | Localización                                                   | Notas                                                                                    |
| --- | --------- | ------ | ---------------- | ------ | --------------- | ------------------ | -------------------------------------------------------------- | ---------------------------------------------------------------------------------------- |
| 32  | Derrota   | 28–3–1 | Sergey Lipinets  | RTD    | 8 (12), 3:00    | 20-08-2022         | Seminole Hard Rock Hotel & Casino, Hollywood, Florida, EE. UU. |                                                                                          |
| 31  | Derrota   | 28–2–1 | Abel Ramos       | RTD    | 6 (12), 3:00    | 1 de mayo de 2021  | Dignity Health Sports Park, Carson, California, U.S.           |                                                                                          |
| 30  | Derrota   | 28–1–1 | Yordenis Ugás    | UD     | 12              | Jul 20, 2019       | MGM Grand Garden Arena, Paradise, Nevada, U.S.                 |                                                                                          |
| 29  | Victoria  | 28–0–1 | John Molina Jr.  | UD     | 10              | Feb 16, 2019       | Microsoft Theater, Los Ángeles, California, U.S.               |                                                                                          |
| 28  | Victoria  | 27–0–1 | Robert Guerrero  | TKO    | 3 (10), 1:30    | Jul 15, 2017       | Nassau Coliseum, Uniondale, New York, U.S.                     |                                                                                          |
| 27  | Victoria  | 26–0–1 | Antonio DeMarco  | UD     | 12              | Dec 12, 2015       | AT&T Center, San Antonio, Texas, U.S.                          |                                                                                          |
| 26  | Victoria  | 25–0–1 | Ricky Burns      | UD     | 12              | 9 de mayo de 2015  | State Farm Arena, Hidalgo, Texas, U.S.                         |                                                                                          |
| 25  | Victoria  | 24–0–1 | Daniel Estrada   | KO     | 9 (12), 1:00    | Aug 16, 2014       | StubHub Center, Carson, California, U.S.                       | Retuvo el título mundial de peso ligero del CMB                                          |
| 24  | Victoria  | 23–0–1 | Jerry Belmontes  | SD     | 12              | Apr 26, 2014       | StubHub Center , Carson, California, U.S.                      | Retuvo la título de peso ligero del CMB                                                  |
| 23  | Victoria  | 22–0–1 | Nihito Arakawa   | UD     | 12              | Jul 27, 2013       | AT&T Center, San Antonio, Texas, U.S.                          | Ganó el título interino de peso ligero del CMB                                           |
| 22  | Victoria  | 21–0–1 | Abner Cotto      | KO     | 1 (10), 2:57    | Apr 20, 2013       | Alamodome, San Antonio, Texas, U.S.                            | Ganó los títulos WBC FECARBOX, WBA–NABA vacante y WBC Silver interino en el peso ligero. |
| 21  | Victoria  | 20–0–1 | Henry Aurad      | KO     | 1 (8), 0:47     | Mar 2, 2013        | Our Lady of the Lake University Gym, San Antonio, Texas, U.S.  |                                                                                          |
| 20  | Victoria  | 19–0–1 | Dominic Salcido  | UD     | 10              | Jul 12, 2012       | U.S. Bank Arena, Cincinnati, Ohio, U.S.                        |                                                                                          |
| 19  | Victoria  | 18–0–1 | Alain Hernandez  | TKO    | 1 (8), 1:34     | Jun 23, 2012       | Staples Center, Los Ángeles, California, U.S.                  |                                                                                          |
| 18  | Victoria  | 17–0–1 | Tyler Ziolkowski | KO     | 1 (6), 2:00     | Jun 2, 2012        | Home Depot Center, Carson, California, U.S.                    |                                                                                          |
| 17  | Victoria  | 16–0–1 | Robbie Cannon    | TKO    | 2 (8), 2:08     | 5 de mayo de 2012  | MGM Grand Garden Arena, Paradise, Nevada, U.S.                 |                                                                                          |
| 16  | Victoria  | 15–0–1 | Ramon Ayala      | KO     | 2 (10), 2:53    | Mar 16, 2012       | Fantasy Springs Resort Casino, Indio, California, U.S.         |                                                                                          |
| 15  | Victoria  | 14–0–1 | Michael Pérez    | RTD    | 6 (10), 3:00    | Jan 6, 2012        | Fantasy Springs Resort Casino, Indio, California, U.S.         | Ganó el título vacante WBO Youth Intercontinental en el peso ligero.                     |
| 14  | Victoria  | 13–0–1 | Marcos Herrera   | KO     | 2 (8), 1:19     | Aug 28, 2011       | UIC Pavilion, Chicago, Illinois, U.S.                          |                                                                                          |
| 13  | Victoria  | 12–0–1 | Eric Cruz        | UD     | 8               | Jun 17, 2011       | State Farm Arena, Hidalgo, Texas, U.S.                         |                                                                                          |
| 12  | Victoria  | 11–0–1 | John Figueroa    | KO     | 2 (8), 2:05     | Apr 23, 2011       | Nokia Theatre L.A. Live, Los Ángeles, California, U.S.         |                                                                                          |
| 11  | Empate    | 10–0–1 | Arturo Quintero  | SD     | 8               | Nov 12, 2010       | State Farm Arena, Hidalgo, Texas, U.S.                         |                                                                                          |
| 10  | Victoria  | 10–0   | Julián Rodríguez | DQ     | 2 (6), 1:15     | Jun 18, 2010       | Events Center, McAllen, Texas, U.S.                            | Rodríguez fue descalificado por repetidos golpes bajos.                                  |
| 9   | Victoria  | 9–0    | Edgar Portillo   | UD     | 6               | Mar 27, 2010       | The Joint, Paradise, Nevada, U.S.                              |                                                                                          |
| 8   | Victoria  | 8–0    | Anthony Woods    | TKO    | 2 (4), 1:46     | Dec 12, 2009       | UIC Pavilion, Chicago, Illinois, U.S.                          |                                                                                          |
| 7   | Victoria  | 7–0    | Jeremy Marts     | TKO    | 1 (4), 1:54     | Aug 22, 2009       | Toyota Center, Houston, Texas, U.S.                            |                                                                                          |
| 6   | Victoria  | 6–0    | Jorge de Leon    | TKO    | 3 (6), 1:36     | Jun 4, 2009        | Events Center, Pharr, Texas, U.S.                              |                                                                                          |
| 5   | Victoria  | 5–0    | Ramiro Torres    | TKO    | 1 (4), 1:59     | 15 de mayo de 2009 | Casa de Amistad, Harlingen, Texas, U.S.                        |                                                                                          |
| 4   | Victoria  | 4–0    | Daniel Garcia    | TKO    | 3 (8), 1:10     | Feb 27, 2009       | Casa de Amistad, Harlingen, Texas, U.S.                        |                                                                                          |
| 3   | Victoria  | 3–0    | Arturo Herrera   | TKO    | 2 (4), 1:20     | Nov 21, 2008       | Casa de Amistad, Harlingen, Texas, U.S.                        |                                                                                          |
| 2   | Victoria  | 2–0    | Joe Reyes        | TKO    | 1 (4), 2:59     | Oct 18, 2008       | Casa de Amistad, Harlingen, Texas, U.S.                        |                                                                                          |
| 1   | Victoria  | 1–0    | Edwin Espinoza   | KO     | 1 (4), 0:25     | Jun 21, 2008       | Rio Grande Valley Harley Davidson, McAllen, Texas, U.S.        |                                                                                          |

## Vida personal
Omar es el hermano mayor del campeón súper gallo de la AMB (Regular), Brandon Figueroa.